# Bauernmotorrad
Bauernmotorrad (boerenmotorfiets) is een verouderde bijnaam voor robuuste, degelijke maar soms wat trage motoren. Zo werden de motorfietsen van het merk D-Rad Bauernmotorräder genoemd, maar ook andere merken bouwden ze. Ook de Zündapp DB200 uit 1935 kreeg deze bijnaam. Een echt Engelse “Bauernmotorrad” was de Hazlewood.